# Pfarrhaus An der Kirche 1
Das Pfarrhaus An der Kirche 1, zentral in der Ortsmitte der niedersächsischen Gemeinde Worpswede, wurde im zweiten Drittel des 19. Jahrhunderts gebaut. Aktuell (2025) wird es durch die Kirchengemeinde als Pfarrhaus genutzt.
Das Gebäude steht unter Denkmalschutz (siehe auch Liste der Baudenkmale in Worpswede).

## Geschichte und Beschreibung
Worpswede im Teufelsmoor wurde 1218 erstmals als Besitz des Klosters Osterholz erwähnt.
Das eingeschossige giebelständige, weiß verschlämmte, massive Gebäude mit ziegelgedecktem Krüppelwalmdach wurde 1842 für die Kirchengemeinde der evangelischen Zionskirche gebaut. Die Veranda entstand um 1900.
Das Landesdenkmalamt befand u. a.: „… Mit ihrer Lage auf der Kuppe des Weyerbergs bilden die Zionskirche und ihr Turm sowie ebenso das nördlich davon errichtete Pfarrhaus einen markanten städtebaulichen Punkt in und um Worpswede … .“